# Itanagar

Situació d'Itanagar a Arunachal Pradesh

Itanagar és la capital de l'estat d'Arunachal Pradesh, a l'Índia. La ciutat es troba al peu de l'Himalaia i pertany administrativament al districte de Papum Pare.
Com a capital estatal, Itanagar està ben connectada amb la resta del país, tant per terra com per aire. Existeixen serveis d'autobús i helicòpters que enllacen la ciutat amb Guwahati (a l'estat d'Assam). L'estació ferroviària més propera però, és a Harmoti, situada també a l'estat d'Assam.
La ciutat ha crescut entorn del Fort Ita, construït al segle XV i que dona nom a la ciutat. Altres llocs destacats de la ciutat són el Llac Ganga i el Gyakar Sinyi. A nivell religiós, la ciutat compta amb dos esglésies cristianes i un gran temple budista modern, anomenat Buddha Vihar, i que fou consagrat pel Dalai Lama.
L'activitat econòmica se centra bàsicament en l'agricultura i la ramaderia.

## Geografia
La ciutat d'Itanagar està situada a les coordenades 27° 6′ 0″ N, 93° 37′ 12″ E / 27.10000°N,93.62000°E. La seva alçada és de 440 metres sobre el nivell mitjà del mar.

## Demografia
Segons el cens indi de l'any 2001, la ciutat tenia 34.970 habitants, el 15% dels quals tenia menys de 6 anys. Un 53% del total eren homes, mentre que el 47% eren dones. L'índex d'alfabetització és del 69%, superior a la mitjana nacional, que és del 59,5%. Aquest índex és superior en homes (75%) que en dones (61%), fet que demostra les desigualtats existents.
Bona part de la població de la ciutat pertany a les tribus dels Apatani i els Gallong.